# Flusso di Stokes

Un oggetto che si muove attraverso un gas o un liquido subisce una forza di attrito viscoso in direzione opposta al suo moto. La velocità limite si raggiunge quando la forza di trascinamento è uguale in intensità, ma opposta in segno, alla forza che spinge l'oggetto. Viene mostrata una sfera in un flusso di Stokes, con un numero di Reynolds molto basso.

In fluidodinamica il flusso di Stokes (dal nome di George Stokes), chiamato anche flusso di scorrimento o moto di scorrimento, è un tipo di flusso in cui le forze inerziali avvettive sono trascurabili rispetto alle forze viscose, che quantitativamente corrisponde ad avere un numero di Reynolds molto basso ({\displaystyle \mathrm {Re} \ll 1}). Questa è una situazione tipica dei flussi in cui i moti del fluido sono molto lenti, la viscosità è molto elevata, o le scale spaziali sono molto piccole. Il flusso di scorrimento è stato inizialmente analizzato nello studio della lubrificazione. In natura questo tipo di flusso si verifica ad esempio nel nuoto di microrganismi e spermatozoi, o nelle colate laviche. In ambito tecnologico si verifica nella vernice, nei dispositivi MEMS e nel flusso di polimeri viscosi in generale.
Le equazioni del moto per il flusso di Stokes, chiamate equazioni di Stokes, sono una linearizzazione delle equazioni di Navier-Stokes, per cui possono essere risolte con diversi metodi ben noti per le equazioni differenziali lineari. La funzione di Green primaria dell'equazione di Stokes è lo Stokeslet, che corrisponde al caso di una forza puntuale singolare in un flusso di Stokes. Dalle sue derivate si possono ottenere altre soluzioni fondamentali. Lo Stokeslet fu derivato per la prima volta dal Premio Nobel Hendrik Lorentz, nel lontano 1896, e il nome fu coniato da Hancock nel 1953. Le soluzioni fondamentali in forma chiusa per i flussi instabili generalizzati di Stokes e Oseen, associate a moti traslazionali e rotazionali arbitrari dipendenti dal tempo, sono state derivate per i fluidi newtoniani e micropolari.

## Equazioni di Stokes
L'equazione del moto per il flusso di Stokes può essere ottenuta linearizzando le equazioni di Navier-Stokes nel caso stazionario. Si assume che le forze inerziali siano trascurabili rispetto alle forze viscose, e eliminando i termini inerziali dal bilancio della quantità di moto nelle equazioni di Navier-Stokes, esse si riducono al bilancio della quantità di moto nelle equazioni di Stokes:
{\displaystyle {\boldsymbol {\nabla }}\cdot \sigma +\mathbf {f} ={\boldsymbol {0}}}
dove {\displaystyle \sigma } è il tensore degli sforzi (contenente le sollecitazioni viscose e di pressione), e {\displaystyle \mathbf {f} } una forza esterna applicata al fluido. Le equazioni complete di Stokes includono anche un'equazione per la conservazione della massa, comunemente scritta nella forma:
{\displaystyle {\frac {\partial \rho }{\partial t}}+\nabla \cdot (\rho \mathbf {u} )=0}
dove {\displaystyle \rho } è la densità del fluido e {\displaystyle \mathbf {u} } la velocità. Per ottenere le equazioni del moto per un flusso incomprimibile, si assume che la densità {\displaystyle \rho } sia costante.
Inoltre, in certi casi si potrebbero considerare le equazioni di Stokes non stazionarie, in cui il termine di evoluzione temporale {\displaystyle \rho {\frac {\partial \mathbf {u} }{\partial t}}} viene aggiunto nel membro di sinistra dell'equazione del bilancio della quantità di moto.

### Proprietà
Le equazioni di Stokes rappresentano una notevole semplificazione delle equazioni di Navier-Stokes, specialmente nel caso newtoniano incomprimibile. Si tratta dell'approssimazione al primo ordine delle equazioni complete di Navier-Stokes, valide nel limite  {\displaystyle \mathrm {Re} \to 0.}
Instantaneità
Un flusso di Stokes non ha dipendenza dal tempo, se non tramite condizioni al contorno dipendenti dal tempo. Ciò significa che, date le condizioni al contorno di un flusso di Stokes a un dato istante, la soluzione può essere trovata senza conoscere il flusso in qualsiasi altro istante.
Reversibilità temporale
Conseguenza immediata dell'istantaneità, la reversibilità temporale significa che un flusso di Stokes invertito nel tempo risolve le stesse equazioni del flusso di Stokes originale. Questa proprietà a volte può essere utilizzata (insieme alla linearità e alla simmetria nelle condizioni al contorno) per derivare risultati su di un flusso senza risolverlo esplicitamente. La reversibilità temporale ha come effetto fisico il fatto che sia difficile miscelare due fluidi utilizzando in un flusso di scorrimento.

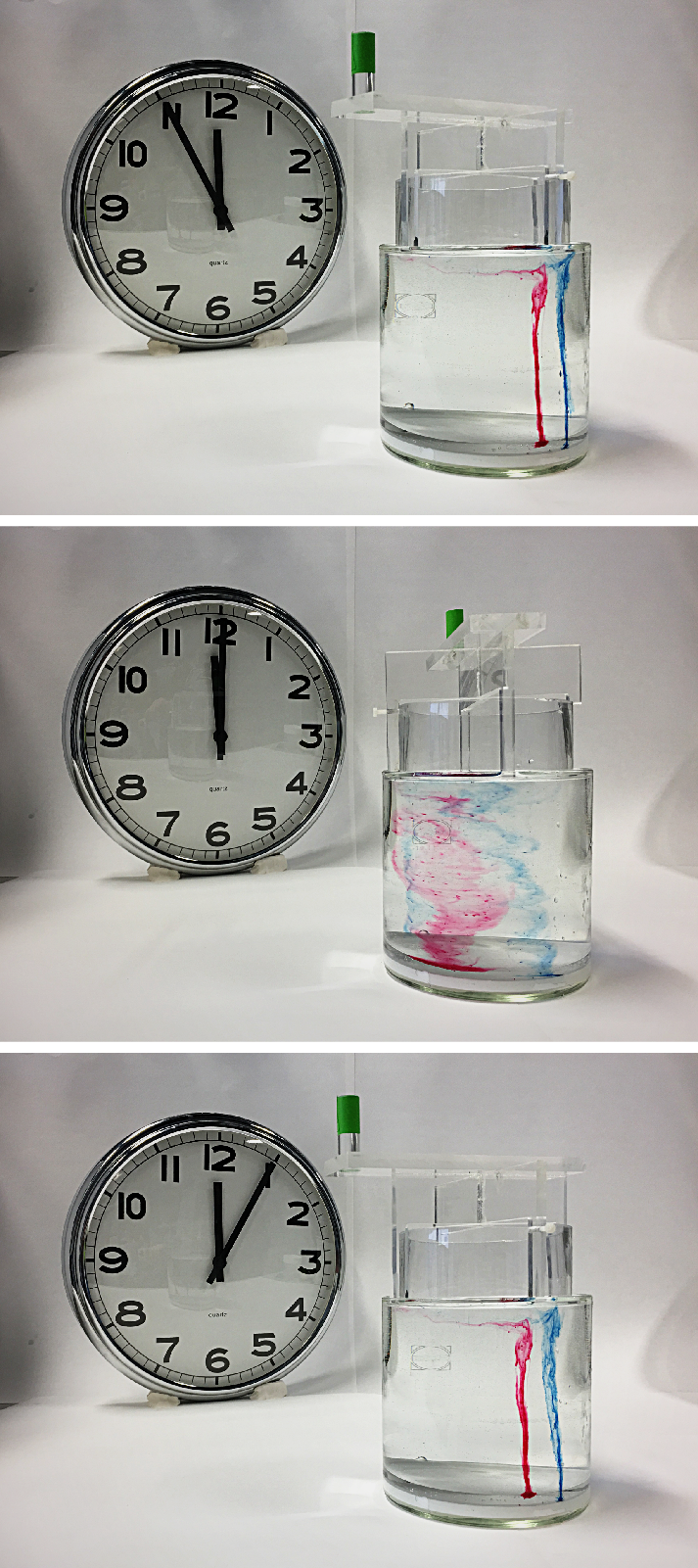
Reversibilità temporale dei flussi di Stokes: il colorante è stato iniettato in un fluido viscoso inserito tra due cilindri concentrici (pannello superiore). Il cilindro centrale viene quindi ruotato per stirare il colorante in una spirale, come visto dall'alto. Il colorante sembra essersi miscelato con il fluido visto lateralmente (pannello centrale). La rotazione viene quindi invertita riportando il cilindro nella posizione originale. Il colorante "non si mescola" (pannello inferiore). L'inversione non è perfetta perché si verifica una certa diffusione del colorante.

Sebbene queste proprietà siano verificate per flussi di Stokes newtoniani incomprimibili, la natura non lineare e talvolta dipendente dal tempo dello stress nei fluidi non newtoniani implica che esse non valgano nel caso più generale.
Il paradosso di Stokes
Una proprietà interessante del flusso di Stokes è nota come paradosso di Stokes: non può esserci un flusso di Stokes di un fluido attorno a un disco in due dimensioni; o, equivalentemente, il fatto che in tre dimensioni non esista una soluzione non banale per le equazioni di Stokes attorno a un cilindro infinitamente lungo.

### Dimostrazione empirica della reversibilità temporale
Un flusso di Taylor-Couette può presentare un regime laminare in cui cilindri concentrici di fluido si muovono l'uno sull'altro in un'apparente spirale. Un fluido ad alta viscosità, come lo sciroppo di mais, riempie lo spazio tra due cilindri, con le regioni colorate del fluido visibili attraverso il cilindro esterno trasparente. I cilindri vengono ruotati l'uno rispetto all'altro a bassa velocità, che, insieme all'elevata viscosità del fluido e al piccolo spessore del sistema, corrisponde a un basso numero di Reynolds, in modo che l'apparente miscelazione dei colori sia effettivamente laminare e possa quindi essere invertita riportandola approssimativamente allo stato iniziale. Questa è una dimostrazione empirica di un'apparente miscelazione di un fluido, seguita da una "de-miscelazione" ottenuta invertendo la direzione del moto.

## Flusso incomprimibile di fluidi newtoniani
Nel caso comune di un flusso newtoniano e incomprimibile, le equazioni di Stokes assumono la forma (in notazione vettoriale):
{\displaystyle {\begin{aligned}\mu \nabla ^{2}\mathbf {u} -{\boldsymbol {\nabla }}p+\mathbf {f} &={\boldsymbol {0}}\\{\boldsymbol {\nabla }}\cdot \mathbf {u} &=0\end{aligned}}}
dove {\displaystyle \mathbf {u} } è la velocità di flusso, {\displaystyle {\boldsymbol {\nabla }}p} è il gradiente di pressione, {\displaystyle \mu } è la viscosità dinamica, e {\displaystyle \mathbf {f} } una forza esterna (per unità di volume) applicata. Le equazioni risultanti sono lineari rispetto alla velocità e pressione e quindi possono trarre vantaggio da un grande numero di metodi per la risoluzione di equazioni differenziali alle derivate perziali lineari.

### Coordinate cartesiane
Esprimendo il vettore velocità come {\displaystyle \mathbf {u} =(u,v,w)} e allo stesso modo la forzante esterna {\displaystyle \mathbf {f} =(f_{x},f_{y},f_{z})}, possiamo scrivere l'equazione vettoriale in modo esplicito,
{\displaystyle {\begin{aligned}\mu \left({\frac {\partial ^{2}u}{\partial x^{2}}}+{\frac {\partial ^{2}u}{\partial y^{2}}}+{\frac {\partial ^{2}u}{\partial z^{2}}}\right)-{\frac {\partial p}{\partial x}}+f_{x}&=0\\\mu \left({\frac {\partial ^{2}v}{\partial x^{2}}}+{\frac {\partial ^{2}v}{\partial y^{2}}}+{\frac {\partial ^{2}v}{\partial z^{2}}}\right)-{\frac {\partial p}{\partial y}}+f_{y}&=0\\\mu \left({\frac {\partial ^{2}w}{\partial x^{2}}}+{\frac {\partial ^{2}w}{\partial y^{2}}}+{\frac {\partial ^{2}w}{\partial z^{2}}}\right)-{\frac {\partial p}{\partial z}}+f_{z}&=0\\{\partial u \over \partial x}+{\partial v \over \partial y}+{\partial w \over \partial z}&=0\end{aligned}}}
Si arriva a queste equazioni assumendo  {\displaystyle \mathbb {P} =\mu \left({\boldsymbol {\nabla }}\mathbf {u} +({\boldsymbol {\nabla }}\mathbf {u} )^{\mathsf {T}}\right)-p\mathbb {I} } (ossia la relazione costitutiva per un fluido newtoniano), e considerando la densità {\displaystyle \rho } costante.

### Metodi di risoluzione

#### Dalla funzione di corrente
L'equazione per un flusso di Stokes newtoniano incomprimibile può essere risolta definendo una funzione di corrente in flussi bidimensionali, o tridimensionali con simmetria assiale
| Tipo di funzione                                      | Geometria     | Equazione | Commenti                                                           |
| ----------------------------------------------------- | ------------- | --- | ------------------------------------------------------------------ |
| Funzione di corrente, {\displaystyle \psi }           | Planare 2D    | {\displaystyle \nabla ^{4}\psi =0} o {\displaystyle \Delta ^{2}\psi =0} (equazione biarmonica) | {\displaystyle \Delta } è l'operatore laplaciano in due dimensioni |
| Funzione di corrente di Stokes, {\displaystyle \Psi } | 3D sferica    | {\displaystyle E^{2}\Psi =0,} dove {\displaystyle E={\partial ^{2} \over \partial r^{2}}+{\sin {\theta } \over r^{2}}{\partial \over \partial \theta }\left({1 \over \sin {\theta }}{\partial \over \partial \theta }\right)} |                                                                    |
| Funzione di corrente di Stokes, {\displaystyle \Psi } | 3D cilindrica | {\displaystyle L_{-1}^{2}\Psi =0,} dove {\displaystyle L_{-1}={\frac {\partial ^{2}}{\partial z^{2}}}+{\frac {\partial ^{2}}{\partial \rho ^{2}}}-{\frac {1}{\rho }}{\frac {\partial }{\partial \rho }}}                      | Per {\displaystyle L_{-1}} vedi                                    |

#### Dalla funzione di Green: lo Stokeslet
La linearità delle equazioni di Stokes nel caso di un fluido newtoniano incomprimibile implica l'esistenza di una funzione di Green, {\displaystyle \mathbb {J} (\mathbf {r} )}. La funzione di Green si trova risolvendo le equazioni di Stokes con un termine forzante puntiforme che agisce nell'origine, e condizioni al contorno che svaniscono all'infinito:
{\displaystyle {\begin{aligned}\mu \nabla ^{2}\mathbf {u} -{\boldsymbol {\nabla }}p&=-\mathbf {F} \cdot \mathbf {\delta } (\mathbf {r} )\\{\boldsymbol {\nabla }}\cdot \mathbf {u} &=0\\|\mathbf {u} |,p&\to 0\quad {\mbox{per}}\quad r\to \infty \end{aligned}}}
dove {\displaystyle \mathbf {\delta } (\mathbf {r} )} è la funzione delta di Dirac, e {\displaystyle \mathbf {F} \cdot \delta (\mathbf {r} )} rappresenta una forza puntiforme che agisce nell'origine. La soluzione per la pressione {\displaystyle p} e la velocità {\displaystyle {\textbf {u}}}, con {\displaystyle |{\textbf {u}}|} e {\displaystyle p} che tendono a zero all'infinito è data da
{\displaystyle \mathbf {u} (\mathbf {r} )=\mathbf {F} \cdot \mathbb {J} (\mathbf {r} ),\qquad p(\mathbf {r} )={\frac {\mathbf {F} \cdot \mathbf {r} }{4\pi |\mathbf {r} |^{3}}}}
dove
{\displaystyle \mathbb {J} (\mathbf {r} )={1 \over 8\pi \mu }\left({\frac {\mathbb {I} }{|\mathbf {r} |}}+{\frac {\mathbf {r} \mathbf {r} }{|\mathbf {r} |^{3}}}\right)} è un campo tensoriale di rango due noto come tensore di Oseen (da Carl Wilhelm Oseen).
I termini Stokeslet e soluzione con forza puntiforme sono usati per descrivere {\displaystyle \mathbf {F} \cdot \mathbb {J} (\mathbf {r} )}. Analogamente alla carica puntiforme in elettrostatica, lo Stokeslet è privo di forzante ovunque tranne che all'origine, dove contiene una forza {\displaystyle \mathbf {F} }.
Per una distribuzione continua della forza {\displaystyle \mathbf {f} (\mathbf {r} )} (quindi una densità di forza) la soluzione (sempre tendente a zero all'infinito) può quindi essere costruita per sovrapposizione:
{\displaystyle \mathbf {u} (\mathbf {r} )=\int \mathbf {f} \left(\mathbf {r'} \right)\cdot \mathbb {J} \left(\mathbf {r} -\mathbf {r'} \right)\mathrm {d} \mathbf {r'} ,\qquad p(\mathbf {r} )=\int {\frac {\mathbf {f} \left(\mathbf {r'} \right)\cdot \left(\mathbf {r} -\mathbf {r'} \right)}{4\pi \left|\mathbf {r} -\mathbf {r'} \right|^{3}}}\,\mathrm {d} \mathbf {r'} }
Questa rappresentazione integrale della velocità può essere vista come una riduzione della dimensionalità del problema: dall'equazione alle derivate parziali tridimensionali a un'equazione integrale bidimensionale per densità di forza generica.

#### Soluzione di Papkovich-Neuber
La soluzione di Papkovich-Neuber esprime i campi di velocità e pressione di un flusso di Stokes newtoniano incomprimibile in termini di due potenziali armonici.

#### Con il metodo degli elementi al contorno
Alcuni problemi, come l'evoluzione della forma di una bolla in un flusso di Stokes, sono adatti a essere risolti numericamente con il metodo degli elementi al contorno. Questa tecnica può essere applicata a flussi bidimensionali e tridimensionali.

## Alcune geometrie

### Flusso di Hele-Shaw
Il flusso di Hele-Shaw è un esempio di una geometria per la quale le forze di inerzia sono trascurabili. È definito da due piastre parallele disposte molto vicine tra loro, con lo spazio tra le piastre occupato in parte da fluido e in parte da ostacoli, aventi la forma di cilindri perpendicolari alle piastre.

### Teoria del corpo affusolato
La teoria del corpo affusolato nel flusso di Stokes è un semplice metodo approssimativo per determinare il flusso irrotazionale attorno a corpi la cui lunghezza è grande rispetto alla loro larghezza. La base del metodo è quella di scegliere una distribuzione di singolarità di flusso lungo una linea (poiché il corpo è snello) in modo che il loro flusso irrotazionale, in combinazione con un flusso uniforme, soddisfi approssimativamente la condizione di velocità normale (alla superficie del corpo) nulla.

### Coordinate sferiche
La soluzione generale di Lamb nasce dal fatto che la pressione {\displaystyle p} soddisfa l'equazione di Laplace, e può quindi essere espansa in una serie di armoniche sferiche solide in coordinate sferiche. Di conseguenza, la soluzione alle equazioni di Stokes può essere espressa come:
{\displaystyle {\begin{aligned}\mathbf {u} &=\sum _{n=-\infty ,n\neq 1}^{n=\infty }\left[{\frac {(n+3)r^{2}\nabla p_{n}}{2\mu (n+1)(2n+3)}}-{\frac {n\mathbf {x} p_{n}}{\mu (n+1)(2n+3)}}\right]+\sum _{n=-\infty }^{n=\infty }[\nabla \Phi _{n}+\nabla \times (\mathbf {x} \chi _{n})]\\p&=\sum _{n=-\infty }^{n=\infty }p_{n}\end{aligned}}}
dove {\displaystyle p_{n},\Phi _{n},} e {\displaystyle \chi _{n}} sono armoniche sferiche solide di ordine {\displaystyle n} :
{\displaystyle {\begin{aligned}p_{n}&=r^{n}\sum _{m=0}^{m=n}P_{n}^{m}(\cos \theta )(a_{mn}\cos m\phi +{\tilde {a}}_{mn}\sin m\phi )\\\Phi _{n}&=r^{n}\sum _{m=0}^{m=n}P_{n}^{m}(\cos \theta )(b_{mn}\cos m\phi +{\tilde {b}}_{mn}\sin m\phi )\\\chi _{n}&=r^{n}\sum _{m=0}^{m=n}P_{n}^{m}(\cos \theta )(c_{mn}\cos m\phi +{\tilde {c}}_{mn}\sin m\phi )\end{aligned}}}
e i {\displaystyle P_{n}^{m}} sono i polinomi di Legendre associati . La soluzione di Lamb può essere utilizzata per descrivere il moto di un fluido all'interno o all'esterno di una sfera. Ad esempio, può essere utilizzato per descrivere il moto del fluido attorno a una particella sferica con un flusso superficiale imposto, un cosiddetto squirmer, o per descrivere il flusso all'interno di una goccia sferica di fluido. Per i flussi interni, i termini con {\displaystyle n<0} vengono scartati, mentre per i flussi esterni i termini con {\displaystyle n>0} vengono eliminati (spesso si usa la convenzione {\displaystyle n\to -n-1},in modo che i flussi esterni evitino l'indicizzazione per numeri negativi).

## Teoremi

### Soluzione di Stokes e relativo teorema di Helmholtz
La resistenza al trascinamento di una sfera in movimento, nota anche come soluzione di Stokes, è qui riassunta. Data una sfera di raggio {\displaystyle a}, in moto a una velocità {\displaystyle U}, in un fluido di Stokes con viscosità dinamica {\displaystyle \mu }, la resistenza aerodinamica {\displaystyle F_{D}} è data da:
{\displaystyle F_{D}=6\pi \mu aU}
La soluzione di Stokes dissipa meno energia di qualsiasi altro campo vettoriale solenoidale con le stesse velocità al contorno: questo risultato è noto come teorema di dissipazione minima di Helmholtz.

### Teorema reciproco di Lorentz
Il teorema reciproco di Lorentz afferma una relazione tra due flussi di Stokes nella stessa regione. Considerando la regione piena di liquido {\displaystyle V} delimitato dalla superficie {\displaystyle S}, e ipotizzando che i campi di velocità {\displaystyle \mathbf {u} } e {\displaystyle \mathbf {u} '} risolvano le equazioni di Stokes nel dominio {\displaystyle V}, ciascuno con tensori di stress corrispondenti {\displaystyle \mathbf {\sigma } } e {\displaystyle \mathbf {\sigma } '},  vale allora la seguente uguaglianza:
{\displaystyle \int _{S}\mathbf {u} \cdot ({\boldsymbol {\sigma }}'\cdot \mathbf {n} )dS=\int _{S}\mathbf {u} '\cdot ({\boldsymbol {\sigma }}\cdot \mathbf {n} )dS}
Dove {\displaystyle \mathbf {n} } è il versore normale alla superficie {\displaystyle S}. Il teorema reciproco di Lorentz può essere utilizzato per dimostrare che il flusso di Stokes "trasmette" invariati la forza e il momento torcente totali da una superficie chiusa interna a una superficie esterna che la racchiude. Il teorema reciproco di Lorentz può anche essere usato per mettere in relazione la velocità di nuoto di un microrganismo, come un cianobatterio, alla velocità superficiale che è data dalle deformazioni della forma del corpo tramite ciglia o flagelli.

### Le leggi di Faxén
Le leggi di Faxén sono relazioni dirette che esprimono i momenti di multipolo in termini del flusso esterno e delle sue derivate. Sviluppato per la prima volta da Hilding Faxén per calcolare la forza, {\displaystyle \mathbf {F} } e il momento torcente, {\displaystyle \mathbf {T} } su una sfera, hanno la seguente forma:
{\displaystyle {\begin{aligned}\mathbf {F} &=6\pi \mu a\left(1+{\frac {a^{2}}{6}}\nabla ^{2}\right)\mathbf {v} ^{\infty }(\mathbf {x} )|_{x=0}-6\pi \mu a\mathbf {U} \\\mathbf {T} &=8\pi \mu a^{3}(\mathbf {\Omega } ^{\infty }(\mathbf {x} )-\mathbf {\omega } )|_{x=0}\end{aligned}}}
dove {\displaystyle \mu } è la viscosità dinamica, {\displaystyle a} è il raggio delle particelle, {\displaystyle \mathbf {v} ^{\infty }} è il flusso esterno, {\displaystyle \mathbf {U} } è la velocità della particella, {\displaystyle \mathbf {\Omega } ^{\infty }} è la velocità angolare del flusso esterno e {\displaystyle \mathbf {\omega } } è la velocità angolare della particella.
Le leggi di Faxén possono essere generalizzate per descrivere i momenti per particelle di altre forme, come ellissoidi, sferoidi e gocce sferiche.